# Exyra rolandiana
Exyra rolandiana är en fjärilsart som beskrevs av Augustus Radcliffe Grote 1877. Exyra rolandiana ingår i släktet Exyra och familjen nattflyn. Inga underarter finns listade i Catalogue of Life.